# Єврейське містечко
Євре́йське місте́чко, також штетл (їд. שטעטל, множина їд. שטעטלעך штетлех, за походженням — зменшувальна форма від їд. שטאט штот — «місто») — невелике місто з переважно єврейським (ашкеназі) населенням. Існували переважно в XVI—XIX століттях і в перший половині XX століття в центральний та східній Європі.
Слово «штетл» використалося як метафора традиційного способу життя східноєвропейських євреїв XIX століття. Єврейські містечка зображуються як соціально стабільні і незмінні, незважаючи на зовнішні впливи або напади.

## Історія

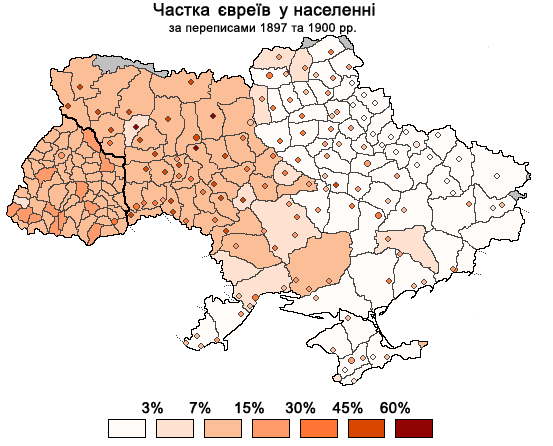
Розселення євреїв на території України, кінець XIX ст

В XI столітті почалася міграція євреїв до Центральної Європи, які прибували із Західної Європи, втікаючи від релігійних переслідувань. У XV столітті почалася масова міграція євреїв-ашкеназі із Німеччини, Австрії та Богемії в Східну Європу, де Річ Посполита приймала до себе колоністів, а галицькі князі запрошували євреїв брати активну участь у розбудові нових міст. У другій половині XVI століття в цих нових містах з'являються єврейські громади.
Єврейська забудова велася в спеціально виділених кварталах — гетто. У більшості міст того часу за магдебурзьким правом передбачалося роздільне проживання етнічно-релігійних громад і територія міст була поділена між цими громадами. До кінця XVI століття в містах з'являються єврейські вулиці, відділені мурами, ровами та брамами від решти міста. Забудова єврейського містечка територіально формувалась, як правило, навколо синагоги.
Наприкінці XVI та в XVII столітті з ростом чисельності єврейського населення з'явилися поселення й за межами гетто. На той час окремі міста забороняли євреям поселятися, проте в XVII столітті ці обмеження поступово зникають. Татарські напади, епідемії, Північна війна призвели до економічної кризи і, щоб стимулювати економіку, наприкінці XVII — на початку XVIII століття власники міст надавали євреям все більше привілеїв.
За часів смуги осілості євреї в Російській імперії з одного боку були обмежені в праві проживання в містах, а з другого боку не мали права на сільськогосподарську діяльність, тому в другій половині XIX століття більшість з понад 1,5 мільйонів євреїв проживало саме в містечках.
Голокост привів до зникнення більшості єврейських містечок. Вони повністю зникли після масового виїзду євреїв в Сполучені Штати і в Ізраїль.

## Статистика
Українські міста з понад 25 % єврейськомовного населення в 1897 році:
| Місто                 | Населення усього, осіб | Єврейського населення, осіб | Відсоток єврейського населення |
| --------------------- | ---------------------- | --------------------------- | ------------------------------ |
| Гриців                | 1011                   | 979                         | 96,8                           |
| Златопіль             | 8122                   | 6373                        | 78,47                          |
| Бердичів              | 53 351                 | 41 125                      | 77,1                           |
| Радомишль             | 10 906                 | 7468                        | 68,5                           |
| Острог                | 14 749                 | 9185                        | 62,3                           |
| Луцьк                 | 15 804                 | 9396                        | 59,5                           |
| Володимир             | 9883                   | 5837                        | 59,1                           |
| Бар                   | 9982                   | 5764                        | 57,7                           |
| Умань                 | 31 016                 | 17 709                      | 57,1                           |
| Летичів               | 7248                   | 4105                        | 56,6                           |
| Балта                 | 23 363                 | 13 164                      | 56,3                           |
| Старокостянтинів      | 16 377                 | 9164                        | 56,0                           |
| Рівне                 | 24 573                 | 13 704                      | 55,8                           |
| Звягель               | 16 904                 | 9363                        | 55,4                           |
| Могилів               | 22 315                 | 12 188                      | 54,6                           |
| Хмільник              | 11 657                 | 5979                        | 51,3                           |
| Хотин                 | 18 398                 | 9210                        | 50,1                           |
| Дубно                 | 14 257                 | 7096                        | 49,8                           |
| Проскурів             | 22 855                 | 11 369                      | 49,7                           |
| Сквира                | 17 958                 | 8905                        | 49,6                           |
| Ковель                | 17 697                 | 8502                        | 48,0                           |
| Липовець              | 8658                   | 4117                        | 47,6                           |
| Заславль              | 12 611                 | 5991                        | 47,5                           |
| Кременчук             | 63 007                 | 29 577                      | 46,9                           |
| Овруч                 | 7393                   | 3441                        | 46,5                           |
| Житомир               | 65 895                 | 30 572                      | 46,4                           |
| Гайсин                | 9374                   | 4322                        | 46,1                           |
| Кам'янець-Подільський | 35 934                 | 16 112                      | 44,8                           |
| Дубоссари             | 12 089                 | 5326                        | 44,1                           |
| Тараща                | 11 259                 | 4906                        | 43,6                           |
| Ямпіль                | 6605                   | 2819                        | 42,7                           |
| Брацлав               | 7863                   | 3275                        | 41,7                           |
| Літин                 | 9420                   | 3828                        | 40,6                           |
| Мелітополь            | 15 489                 | 6214                        | 40,1                           |
| Пирятин               | 8022                   | 3193                        | 39,8                           |
| Переяслав             | 14 614                 | 5737                        | 39,3                           |
| Васильків             | 13 132                 | 5140                        | 39,1                           |
| Стара Ушиця           | 4176                   | 1584                        | 37,9                           |
| Єлисаветград          | 61 488                 | 23 256                      | 37,8                           |
| Звенигородка          | 16 923                 | 6368                        | 37,6                           |
| Вінниця               | 30 563                 | 11 456                      | 37,5                           |
| Вознесенськ           | 15 748                 | 5879                        | 37,3                           |
| Черкаси               | 29 600                 | 10 916                      | 36,9                           |
| Кременець             | 17 704                 | 6476                        | 36,6                           |
| Катеринослав          | 112 839                | 39 979                      | 35,4                           |
| Нова Ушиця            | 6371                   | 2214                        | 34,8                           |
| Новгород-Сіверський   | 9182                   | 2941                        | 32,0                           |
| Козелець              | 5141                   | 1632                        | 31,7                           |
| Чернігів              | 27 716                 | 8780                        | 31,7                           |
| Золотоноша            | 8739                   | 2765                        | 31,6                           |
| Прилуки               | 18 532                 | 5719                        | 30,9                           |
| Одеса                 | 403 815                | 124 511                     | 30,8                           |
| Верхньодніпровськ     | 6701                   | 2061                        | 30,8                           |
| Канів                 | 8855                   | 2710                        | 30,6                           |
| Ольгопіль             | 8134                   | 2465                        | 30,3                           |
| Лубни                 | 10 097                 | 3001                        | 29,7                           |
| Остер                 | 5370                   | 1596                        | 29,7                           |
| Чигирин               | 9872                   | 2921                        | 29,6                           |
| Херсон                | 59 076                 | 17 162                      | 29,1                           |
| Городня               | 4310                   | 1248                        | 29,0                           |
| Вербовець             | 2311                   | 661                         | 28,6                           |
| Ромни                 | 22 510                 | 6341                        | 28,2                           |
| Олександрівськ        | 18 849                 | 5248                        | 27,8                           |
| Лохвиця               | 8911                   | 2465                        | 27,7                           |
| Павлоград             | 15 775                 | 4353                        | 27,6                           |
| Тирасполь             | 31 616                 | 8568                        | 27,1                           |
| Олександрія           | 14 007                 | 3687                        | 26,3                           |
| Сосниця               | 7087                   | 1840                        | 26,0                           |
| Глухів                | 14 828                 | 3837                        | 25,9                           |
| Хорол                 | 7997                   | 2042                        | 25,5                           |